# Araña
Araña és una pel·lícula xilena de 2019 escrita i dirigida per Andrés Wood, i protagonitzada per Mercedes Morán, María Valverde, Marcelo Alonso, Pedro Fontaine, Felipe Armas i Gabriel Urzúa. Es va estrenar el 15 d'agost de 2019.
La pel·lícula va ser seleccionada per a representar a Xile en la categoria de Millor pel·lícula internacional de la 92a edició dels Premis Óscar.

## Argument
Inés (22), al costat del seu marit Justo (28) i el millor amic de tots dos, Gerardo (23), són membres del Frente Nacionalista Patria y Libertad, un grup paramilitar, d'ideologia nacionalista i neofeixista que va realitzar múltiples actes terroristes a principis dels 70 amb la finalitat d'enderrocar al govern esquerrà de la Unitat Popular.
En el fragor d'aquesta lluita es veuen embolicats en un arriscat i apassionat triangle amorós. Junts cometen un crim polític que canvia la història del país i de pas els embolica en una gran traïció que els separa per sempre.
Quaranta anys després, Gerardo reapareix. No sols la venjança l'inspira, sinó que també la seva obsessió de joventut de fer renéixer la causa nacionalista. La policia el sorprèn amb un arsenal de guerra a la seva casa. Inés, avui dia una poderosa i influent empresària, farà el que sigui a les seves mans perquè Gerardo no divulgui el seu passat ni el del seu marit Justo.

## Repartiment
- Mercedes Morán com Inés.

- María Valverde com Inés jove.

- Marcelo Alonso com Gerardo.

- Pedro Fontaine com Gerardo jove.

- Felipe Armas com Justo.

- Gabriel Urzúa com a Justo jove.

- María Gracia Omegna com Nadia.
- Mario Horton com José.
- Martín Salcedo Fill menor d'Inés i Justo.
- Jaime Vadell Don Ricardo.
- Caio Blat com Antonio.
- Benjamin Westfall com a Doctor Sepulveda.

## Recepció
Araña ha rebut bones crítiques per part de mitjans especialitzats a Xile. Esteban Carrillo, de Sour Magazine, va assenyalar que «la cinta té molt de realisme, alimentada de quadres que ens mostren al Xile actual, culturalment divers en colors, sabors i sons que els immigrants han aportat a aquest espai de terra grisa aïllat del món. Però també ens mostra la psicopatia heretada d'una dictadura que li va canviar la mentalitat a una societat en el seu conjunt». Agrega que «Araña és un advertiment al verí que engendra aquest tipus de moviments en un país on no es parla de política, es qüestiona poc i on el respecte a l'autoritat, qualsevol sigui el seu color, és llei».
Per la seva part, Patricio Rodríguez, al bloc Me Gusta el Cine, va destacar que «la pel·lícula és desoladora, ja que reflecteix amb bastant perícia el moment actual d'una nació que pel que sembla no aprèn res de la seva història. Les similituds entre l'ambient dels 70, que propicia el cop d'estat i la dictadura de Pinochet, amb el que ocorre avui són evidents. Inés i Justo, respectats i directors de grans empreses continuen estant en el topall de la cadena alimentosa, avalats i protegits per un sistema que inclou als mitjans de comunicació. Gerardo, l' outsider, continua sent un extremista de dreta a pesar que continua movent-se en l'estrat baix de la societat». Conclou assenyalant que «Araña és una de les pel·lícules més importants de l'any i pot ser que sigui la millor estrena en cinemes nacionals del 2019. Provocadora, realista, amb una producció de primer nivell. Bé per Andrés Wood, l'obra del qual ja podem qualificar com a cinema d'autor per la seva recognoscible marca artística. Un film imperdible».
Al portal argentí Todas Las Críticas, la cinta posseeix una qualificació de 68/100 segons la mitjana de 20 ressenyes de crítics especialitzats.